# Случај Лазе Костића
„Случај Лазе Костића” је југословенски ТВ филм из 1985. године. Режирао га је Александар Ђорђевић а сценарио је написао Миодраг Ђурђевић.

## Улоге
| Глумац          | Улога                         |
| --------------- | ----------------------------- |
| Љуба Тадић      | Лаза Костић, песник           |
| Славко Симић    | Јован Јовановић Змај, песник  |
| Милан Пузић     | Симоновић, лекар Лазе Костића |
| Горан Букилић   | Глумац                        |
| Богољуб Динић   | Порота                        |
| Предраг Ејдус   | Тужилац 1                     |
| Мира Илић       | Глумица                       |
| Иван Јагодић    | Судски вештак                 |
| Борис Комненић  | Тужилац 2                     |
| Предраг Лаковић | Један Црногорац               |

Остале улоге ▼
| Глумац                | Улога             |
| --------------------- | ----------------- |
| Милан Цаци Михаиловић | Бранилац 2        |
| Неда Огњановић        | Пава Станковић    |
| Васа Пантелић         | Судија            |
| Игор Первић           | Млади Лаза Костић |
| Чедомир Петровић      | Глумац            |
| Загорка Петровић      | Јулка Паланачки   |
| Лазар Ристовски       | Бранилац 1        |
| Жижа Стојановић       | Секретарица       |
| Драгана Варагић       | Ленка Дунђерски   |